# Стефен, Майкл
Майкл Гопей Стефен (англ. Michael Gopey Stephen; род. 1996 или 15 января 2000, Варри, Дельта) — нигерийский футболист, нападающий клуба «Ингулец».

## Биография
Взрослую футбольную карьеру начал в 2019 году в нигерийском клубе «Лоби Старз». Вскоре после этого перешел в «Риверз Юнайтед». По ходу сезона 2020/21 годов перешел в «Викки Туристс».
23 июля 2021 подписал 3-летний контракт с «Ингульцом». В футболке петровского клуба дебютировал 24 июля 2021 в проигранном (1:2) выездном поединке 1-го тура Премьер-лиги против донецкого «Шахтёра». Майкл вышел на поле на 46-й минуте, заменив Артёма Ситало, а на 81-й минуте отличился своим первым голом за новую команду.